# Giro de Italia 2000
El 83º Giro de Italia se disputó entre el 13 de mayo y el 4 de junio de 2000 con un recorrido de 3676 km dividido en un prólogo y 21 etapas con inicio en Roma y final en Milán.
Participaron 190 ciclistas repartidos en 20 equipos de 9 corredores cada uno resultando vencedor absoluto el italiano Stefano Garzelli que cubrió la prueba en 98h 30’ 14’’ a una velocidad media de 37,684 km/h.
En España, la ronda ciclista fue transmitida en directo por La 2 de TVE.

## Etapas
| Etapa   | Fecha      | Recorrido                      | km       | Ganador                     | Líder                  |
| Prólogo | 13 de mayo | Roma-Ciudad del Vaticano       | 6 (CRI)  | Jan Hruška                  | Jan Hruška             |
| 1.ª     | 14 de mayo | Roma-Terracina                 | 129      | Ivan Quaranta               | Mario Cipollini        |
| 2.ª     | 15 de mayo | Terracina-Maddaloni            | 229      | Cristian Moreni             | Cristian Moreni        |
| 3.ª     | 16 de mayo | Paestum - Scalea               | 174      | Ján Svorada                 | Cristian Moreni        |
| 4.ª     | 17 de mayo | Scalea - Matera                | 233      | Mario Cipollini             | Cristian Moreni        |
| 5.ª     | 18 de mayo | Matera - Peschici              | 232      | Danilo Di Luca              | Matteo Tosatto         |
| 6.ª     | 19 de mayo | Peschici - Vasto               | 170      | Dmitri Konyshev             | Matteo Tosatto         |
| 7.ª     | 20 de mayo | Vasto - Teramo                 | 171      | David McKenzie              | Matteo Tosatto         |
| 8.ª     | 21 de mayo | Corinaldo - Prato              | 255      | Axel Merckx                 | José Enrique Gutiérrez |
| 9.ª     | 22 de mayo | Prato - Abetone                | 138      | Francesco Casagrande        | Francesco Casagrande   |
| 10.ª    | 23 de mayo | San Marcello Pistoiese - Padua | 257      | Ivan Quaranta               | Francesco Casagrande   |
| 11.ª    | 24 de mayo | Lignano Sabbiadoro - Bibione   | 45 (CLM) | Víctor Hugo Peña            | Francesco Casagrande   |
| 12.ª    | 26 de mayo | Bibione - Feltre               | 191      | Enrico Cassani              | Francesco Casagrande   |
| 13.ª    | 27 de mayo | Feltre - Selva di Val Gardena  | 195      | José Luis Rubiera           | Francesco Casagrande   |
| 14.ª    | 28 de mayo | Selva di Val Gardena - Bormio  | 205      | Gilberto Simoni             | Francesco Casagrande   |
| 15.ª    | 29 de mayo | Bormio - Brescia               | 171      | Biagio Conte                | Francesco Casagrande   |
| 16.ª    | 30 de mayo | Brescia - Meda                 | 102      | Fabrizio Guidi              | Francesco Casagrande   |
| 17.ª    | 31 de mayo | Meda - Génova                  | 224      | Álvaro González de Galdeano | Francesco Casagrande   |
| 18.ª    | 1 de junio | Génova - Prato Nevoso          | 176      | Stefano Garzelli            | Francesco Casagrande   |
| 19.ª    | 2 de junio | Saluzzo-Briançon               | 177      | Paolo Lanfranchi            | Francesco Casagrande   |
| 20.ª    | 3 de junio | Briançon-Sestriere             | 34 CRI)  | Jan Hruška                  | Stefano Garzelli       |
| 21.ª    | 4 de junio | Turín-Milán                    | 198      | Mariano Piccoli             | Stefano Garzelli       |

## Clasificación general
| Clasificación general |             |
| --- | ----------- |
| \| 1. Stefano Garzelli \| 98h 30' 14" \| \| 2. Francesco Casagrande \| a 1' 27" \| \| 3. Gilberto Simoni \| a 1' 33" \| \| 4. Andrea Noé \| a 4'58" \| \| 5. Pável Tonkov \| a 5' 28" \| \| 6. Hernán Buenahora \| a 5'48" \| \| 7. Wladimir Belli \| a 7'38" \| \| 8. José Luis Rubiera \| a 8'08" \| \| 9. Serhiy Honchar \| a 8'14" \| \| 10. Leonardo Piepoli \| a 8'02" \| |             |
| 1. Stefano Garzelli | 98h 30' 14" |
| 2. Francesco Casagrande | a 1' 27"    |
| 3. Gilberto Simoni | a 1' 33"    |
| 4. Andrea Noé | a 4'58"     |
| 5. Pável Tonkov | a 5' 28"    |
| 6. Hernán Buenahora | a 5'48"     |
| 7. Wladimir Belli | a 7'38"     |
| 8. José Luis Rubiera | a 8'08"     |
| 9. Serhiy Honchar | a 8'14"     |
| 10. Leonardo Piepoli | a 8'02"     |

## Lista de participantes
| Team Polti | Amica Chips | Banesto |
| - 01. Ivan Gotti - 02. Jeroen Blijlevens - 03. Enrico Cassani - 04. Daniel Clavero - 05. Silvio Martinello - 06. Eddy Mazzoleni - 07. Oscar Pellicioli - 08. José Manuel Uría - 09. Bart Voskamp                      | - 11. Mauro Gerosa - 12. Ivan Basso - 13. Pietro Caucchioli - 14. Diego Ferrari - 15. Vitali Kokorine - 16. Giuseppe Palumbo - 17. Filippo Simeoni - 18. Ruslan Ivanov - 19. Oscar Pozzi                                                | - 21. Dariusz Baranowski - 22. Cândido Barbosa - 23. Tomasz Brozyna - 24. Marzio Bruseghin - 25. Eladio Jiménez - 26. Francisco Mancebo - 27. Unai Osa - 28. Orlando Rodrigues - 29. Leonardo Piepoli               |
| Cantina Tollo | Ceramica Panaria-Gaerne | Farm Frites |
| - 31. Danilo Di Luca - 32. Cristian Gasperoni - 33. Moreno di Bease - 34. Massimo Giunti - 35. Gianpaolo Mondini - 36. Roberto Sgambelluri - 37. Andrea Tonti - 38. Guido Trenti - 39. Marco Vergnani                 | - 41. Niklas Axelsson - 42. Vladimir Duma - 43. Tom Leaper - 44. Enrico Degano - 45. Domenico Romano - 46. Julio Alberto Pérez Cuapio - 47. Luca Cei - 48. Antonio Varriale - 49. Yaugeni Seniuskin                                     | - 51. Miquel Van Kessel - 52. Servais Knaven - 53. Michel Lafis - 54. Robbie McEwen - 55. Koos Moerenhout - 56. Wim Vansevenant - 57. Martin Van Steen - 58. Justin Spinelli - 59. Pieter Vries                     |
| Fassa Bortolo | Kelme | La Française des Jeux |
| - 61. Fabio Baldato - 62. Wladimir Belli - 63. Andrea Ferrigato - 64. Marco Fincato - 65. Dario Frigo - 66. Dimitri Konyshev - 67. Andrea Perón - 68. Alessandro Petacchi - 69. Matteo Tosatto                        | - 71. José Luis Rubiera - 72. Óscar Sevilla - 73. José Castelblanco - 74. Félix Cárdenas - 75. José Enrique Gutiérrez - 76. Juan José de los Ángeles - 77. Ricardo Otxoa - 78. José Javier Gómez Gonzalo - 79. Ángel Vicioso            | - 81. Fabrizio Guidi - 82. Grzegorz Gwiazdowski - 83. Yvon Ledanois - 84. Bradley McGee - 85. Franck Perque - 86. Nicolas Vogondy - 87. Daniel Schnider - 88. Jean-Michel Tessier - 89. Jimmy Casper                |
| Lampre | Linda McCartney Racing Team | Liquigas-Pata |
| - 91. Gilberto Simoni - 92. Sergio Barbero - 93. Massimo Codol - 94. Ludo Dierckxsens - 95. Simone Bertoletti - 96. Marco Della Vedova - 97. Gabriele Missaglia - 98. Mariano Piccoli - 99. Ján Svorada               | - 101. Maximilian Sciandri - 102. Pascal Richard - 103. Tayeb Braikia - 104. Bjornar Vestol - 105. Ciaran Power - 106. Maurizio De Pasquale - 107. David McKenzie - 108. Mathew Stephens - 109. Benjamin Brooks                         | - 111. Stefano Cattai - 112. Daniele Contrini - 113. Cristiano Frattini - 114. Serhiy Honchar - 115. Cristian Moreni - 116. Davide Rebellin - 117. Alessandro Spezialetti - 118. Denis Zanette - 119. Marco Zanotti |
| Mapei | Mercatone Uno | Mobilvetta |
| - 121. Davide Bramati - 122. Rinaldo Nocentini - 123. Giuliano Figueras - 124. Paolo Fornaciari - 125. Paolo Lanfranchi - 126. Chann McRae - 127. Andrea Noé - 128. Pável Tonkov - 129. Axel Merckx                   | - 131. Stefano Garzelli - 132. Daniele De Paoli - 133. Marco Velo - 134. Enrico Zaina - 135. Ermanno Brignoli - 136. Simone Borgheresi - 137. Riccardo Forconi - 138. Fabiano Fontanelli - 139. Marco Pantani                           | - 141. Evgueni Berzin - 142. Filippo Baldo - 143. Ivan Quaranta - 144. Mirko Gualdi - 145. Mario Manzoni - 146. Milan Kadlec - 147. Graziano Recinella - 148. Paolo Valoti - 149. Alberto Ongarato                  |
| Aguardiente Nectar-Selle Italia | Rabobank | Saeco |
| - 151. Chepe González - 152. Hernán Buenahora - 153. Raúl Alexander Montaña - 154. Freddy González - 155. Rubén Marín - 156. Andris Nauduzs - 157. Fortunato Baliani - 158. Alessio Girelli - 159. Leonardo Scarselli | - 161. Niki Aebersold - 162. Erik Dekker - 163. Coen Boerman - 164. Steven De Jongh - 165. Addy Engels - 166. Karsten Kroon - 167. Matthé Pronk - 168. Aart Vierhouten - 169. Marcel Duijn                                              | - 171. Mario Cipollini - 172. Paolo Savoldelli - 173. Giuseppe Calcaterra - 174. Alessio Galletti - 175. Pavel Padrnos - 176. Dario Pieri - 177. Biagio Conte - 178. Mario Scirea - 179. Francesco Secchiari        |
| Vini Caldirola | Vitalicio Seguros | |
| - 181. Francesco Casagrande - 182. Massimo Donati - 183. Roberto Conti - 184. Mauro Zanetti - 185. Marco Milesi - 186. Gianluca Bortolami - 187. Matthew White - 188. Filippo Casagrande - 189. Ruggero Borghi        | - 191. Elio Aggiano - 192. Santiago Blanco - 193. Luis Oran Castañeda - 194. Juan Carlos Domínguez - 195. Jan Hruška - 196. Álvaro González de Galdeano - 197. Miguel Ángel Martín Perdiguero - 198. Iván Parra - 199. Victor Hugo Peña | |